# Ana Fernandes
Ana Rocha Fernandes (* 1971 auf Santiago, Kap Verde, Westafrika) ist eine kap-verdische Filmeditorin, Filmregisseurin, Drehbuchautorin, Dramaturgin und Szenenbildnerin. 

## Leben
Ana Fernandes arbeitete als Lehrerin in Kap Verde, bevor sie an der Universität Siegen Architektur und an der Filmakademie Ludwigsburg studierte.
Seit dem Jahr 1998 realisiert sie hauptsächlich Dokumentarfilme. Für den 2000 erschienenen Dokumentarfilm Rabelados – die gewaltlosen Rebellen der Kapverdischen Inseln erhielt sie einen Preis beim Internationalen Filmfestival Locarno.
Für den Kurzfilm Das Rauschen des Meeres wurde sie gemeinsam mit Torsten Truscheit unter insgesamt 107 Bewerbungen in der Sparte Live Action Shorts (nicht animierte Kurzfilme) in die engere Auswahl für die Nominierungen zum Besten Kurzfilm des Academy Awards („Oscar“) gewählt. Außerdem gewann sie den Baden-Württembergischen Filmpreis in der Kategorie Bester Kurzspielfilm.
Ana Rocha Fernandes lebt in Stuttgart.

## Filmografie (Auswahl)
- 1998: Der Neunte Frühling
- 1999: Im Namen des Volkes – JVA Heimsheim 1999
- 2000: Rabelados – die gewaltlosen Rebellen der Kapverdischen Inseln
- 2003: Landliebe
- 2010: Das Rauschen des Meeres
- 2010: Menschenskinder
- 2013: Das kalte Eisen